# Porur
Porur là một thị xã của quận Thiruvallur thuộc bang Tamil Nadu, Ấn Độ.

## Địa lý
Porur có vị trí 13°02′B 80°10′Đ / 13,03°B 80,16°Đ Nó có độ cao trung bình là 16 mét (52 feet).

## Nhân khẩu
Theo điều tra dân số năm 2001 của Ấn Độ, Porur có dân số 28.782 người. Phái nam chiếm 52% tổng số dân và phái nữ chiếm 48%. Porur có tỷ lệ 79% biết đọc biết viết, cao hơn tỷ lệ trung bình toàn quốc là 59,5%: tỷ lệ cho phái nam là 83%, và tỷ lệ cho phái nữ là 76%. Tại Porur, 9% dân số nhỏ hơn 6 tuổi.